# 南港島綫（西段）
南港島綫（西段）（英語：South Island Line (West)）是港鐵計劃中的鐵路項目，為《鐵路發展策略2014》中建議的項目之一。南港島綫西段連接香港島石塘咀及南區，以解決南區薄扶林的交通擠塞問題。設計中的鐵路為中型鐵路系統，最初計劃採用與現時的南港島線東段相同的系統，但是運輸及物流局於2024年12月2日宣布擬改用與啟德及東九龍綫相似的智慧綠色集體運輸系統。
南港島綫西段於《鐵路發展策略2014》中建議最快於2021年動工，2026年通車。但前行政長官林鄭月娥於2019年4月的立法會質詢環節回應提問時表示，政府並未確定於何時才落實興建南港島綫西段，意味此鐵路通車無期。2020年11月，林鄭月娥於施政報告指，港鐵將於年底向政府提交南港島綫西段項目的建議書，有關部門會隨即進行研究，適時推展項目。2022年，運輸及物流局局長林世雄表示會因應華富邨重建的時間表，在騰出車站所需的用地後動工。2023年4月，運流局表示南港島綫西段發展需視乎華富邨一帶發展進度，預計2027到2028年起，首批華富邨居民遷移後，可展開建造工程，最快2034年落成啟用。

## 歷史

### 早期規劃
早於1980年代，香港政府已將南港島綫列入長遠交通發展計劃。1989年，香港政府運輸科發表第二次整體運輸研究報告，當中便提及到當時有計劃興建的東九龍綫可由上環向南延長至香港仔。
至於獨立的南港島綫之定線雛形，可追溯至香港政府運輸科於1993年發表的鐵路發展諮詢文件，南港島綫是一個中型鐵路系統，定綫分為兩部份：縱綫來往金鐘南部的太古廣場、田灣、鴨脷洲邨及利東邨；橫綫來往鋼綫灣（今數碼港所在地）、華富邨、華貴邨、田灣、香港仔、黃竹坑及香港海洋公園，兩綫以田灣作交匯。由於當時計劃中的道路系統建設已可滿足預期需求，故政府認為該綫並無逼切需要興建，而造價則估計約58億港元。
在1999年香港政府的鐵路發展研究中，南港島綫改為以上環站林士街月台作為港島北岸的總站，與1989年的建議類似，惟研究結論依然是未有逼切需要興建，故一直被有關當局暫時擱置。

### 2000年代研究及分段興建
2000年，香港特別行政區運輸局發表的「鐵路發展策略2000」構思興建南港島綫並將其列作長遠發展方案，待規劃情況有重大變化時再作探討。2002年，香港政府邀請地鐵公司（現稱港鐵公司）進一步研究南港島綫的發展方案，當時建議定綫由香港大學經鴨脷洲接駁至灣仔。
惟此定綫忽略了香港仔居民的需要，加上以灣仔站為轉綫站不便於前往九龍的乘客換乘，故暫時擱置。 在一年多的研究後，地鐵於2004年提出修訂方案，將南港島綫一分為二，並將拆出來的西段與當時建議的「西港島綫」（現稱港島綫西延）合併，西段的終點站為西營盤，服務數碼港至黃竹坑。東段仍稱為南港島綫，終點站則延長到金鐘，服務香港海洋公園至鴨脷洲，當時東段亦考慮加停跑馬地及灣仔。
2005年2月，地鐵在詳細考慮立法會議員及公眾對南港島綫建議的意見後將有關計劃重新調整，完成分段興建的可行性研究及將有關的分段興建方案遞交政府審議。「西港島綫」將會成為港島綫的延綫，而非南港島綫（西段）的延線。而南港島綫則落實分為東西兩段，全長約7.4公里的西段由香港大學出發，經數碼港、華富及香港仔前往黃竹坑，乘客可於香港大學站轉乘港島綫，或於黃竹坑轉乘南港島綫東段。
政府於同年6月30日宣佈批准地鐵興建「西港島綫」時表示，南港島綫的建議要待規劃署2006年底完成的南區旅遊及商業發展規劃，以及海洋公園重建計劃的審議結果，才作決定。
2007年10月10日，行政長官曾蔭權於施政報告中表示，南港島綫將會落實興建，預計於2011年動工，2015年完成。
2009年7月23日，南港島綫（東段）設計方案刊登憲報，同時港鐵宣佈會於赤柱舂坎山設置臨時的爆炸儲存倉庫。同年11月，港鐵回應位於黃竹坑惠福道的東華三院賽馬會復康中心之要求，修訂復康中心對開一段的走線，將兩條高架橋合併為一條，並將高架橋降低高度及移離復康中心。

### 2010年代研究
2010年2月，港鐵表示已經預備了南港島綫西段中黃竹坑至香港仔一段的可行走線方案，但有關細節仍須待政府落實興建西段後才能進行詳細設計，而西段其餘路段（香港仔至香港大學一段）則並未有提及。
2013年2月，香港政府路政署展開「我們未來的鐵路」第二階段公眾諮詢，建議把南港島綫（西段）再細分為兩段，分別是香港仔段及薄扶林段。根據分析，可先興建香港仔段（黃竹坑站至華富站一段），因該區人口密度較高，料未來有較大運輸需求增長，透過香港仔段已能夠滿足南區西部大部分居民的需要。而薄扶林段（香港大學站至華富站一段）該區居民較常以私家車代步，但仍需預留發展空間以便未來可考慮興建薄扶林段。由黃竹坑至華富一小段，預計最快於2015年動工。
2014年1月15日，時任香港行政長官梁振英透過《2014年度香港行政長官施政報告》宣佈重建華富邨，同時考慮興建南港島綫（西段）以配合該區域的人口增長。同年9月17日，運輸及房屋局公佈《鐵路發展策略2014》，指出香港仔與華富一帶發展以及瑪麗醫院重建計劃均為南港島綫西段的落實製造條件，並對前地鐵的建議作出修訂、重新考慮於田灣與瑪麗醫院設站，初步建議落實日期為2021年動工，2026年落成通車。運房局稱落實時間2021年至2026年僅為規劃參考，南區區議員柴文瀚指出，政府至今仍未有具體動工時間，令人擔憂西段興建無期。

### 2020年代研究
2019年，政府邀請港鐵為南港島綫西段提交建議書，時任行政長官林鄭月娥亦於2020年11月25日表示港鐵將於年底向政府提交項目建議書、屆時有關部門將展開研究並適時推進項目，港鐵於2020年末提交相關建議。唯政府於2021年一次立法會會議中表示，基於預計華富邨重建後，當地對公共交通要求才會有『較明顯增長』，而且亦必須等到華富邨重建後土地釋放才可展開相關鐵路工程，因此就相關項目的落實時間尚未有確實的時間表。2022年，運輸及物流局局長林世雄表示，政府正積極研究港鐵提交的建議書，並會因應華富邨重建的時間表，在騰出車站所需的用地後動工。2023年，運輸及物流局表示，南港島線西段發展需視乎華富邨一帶發展進度，預計2027到2028年起，首批華富邨居民遷移後，可展開建造工程。
2023年12月12日，運輸及物流局局長林世雄表示南港島線西段受重鐵爬升能力所限，部份路段須深入地底，令到運輸及成本效益不理想，故正研究是否有合適的替代運輸系統可滿足該線需求，目標2024年內敲定合適技術方案。
2024年12月2日，政府向立法會提交文件，指南港島線（西段）會採用智慧綠色集體運輸系統，與現有的南港島線（東段）所採用的系統不同。新系統將採用高架鐵路形式興建，成本可節省四成，而建造期間亦可減低噪音。至於落成時間則未有交代，但政府預計在2025年展開規劃設計，2027年展開前期工程。

## 定綫
南港島綫（西段）將由中西區的香港大學站開始，到達南區的數碼港，再經華富邨及香港仔，以黃竹坑站為終點站。西段將會興建5個車站，其中黃竹坑設有轉車站，可轉乘東段列車。根據「我們未來的鐵路」第二階段公眾諮詢，南港島綫（西段）將細分為兩段，分別是香港仔段及薄扶林段，以華富站作為分段點。諮詢建議可先興建香港仔段，再根據實際情況才興建薄扶林段。
- 瑪麗醫院站[19]：此站於2002年方案中被列入可以考慮興建的車站，惟因該處一帶人口稀少，需求主要只是來自瑪麗醫院，不足以支持興建鐵路站，所以在後來的方案中不再獲提及。至2013年的「我們未來的鐵路」研究顧問再次指出可考慮興建車站服務瑪麗醫院一帶，最後於2014年9月17日由政府發表的鐵路發展策略2014中落實興建此站。
- 數碼港站[19]：車站將會服務香港島南區鋼綫灣地區，即數碼港一帶。這個車站已經獲得數碼港預留用地，將會是一個架空車站。
- 華富站[19]：車站將會服務香港島南區瀑布灣及雞籠灣，即華富邨、華貴邨及置富花園一帶。車站位置定於華富邨華安樓與華樂樓之間的華富道地底，而該站將會採用島式月台設計，亦預計會配合華富邨重建。
- 田灣站[19]：此站的提議於《鐵路發展策略》便已出現，作為當時南港島綫縱線及橫線之間的轉車站，連接南區及金鐘，但其後南港島綫的計劃有變，改為在香港仔隧道一帶連接港島南北，加上田灣的人口較少，因此再沒有於該處設站的需要。而在2013年的「我們未來的鐵路」研究顧問再次指出可考慮興建車站服務田灣，最後於2014年9月17日由政府發表的鐵路發展策略2014中落實興建此站。車站選址在石排灣道與田灣街/興和街地底交界。
- 香港仔站[19]：車站將會服務香港島南區香港仔，即香港仔中心一帶。該站選址為香港仔水塘道與香港仔大道交界之地底，將會採用雙側式月台設計，以遷就已發展的建築物。

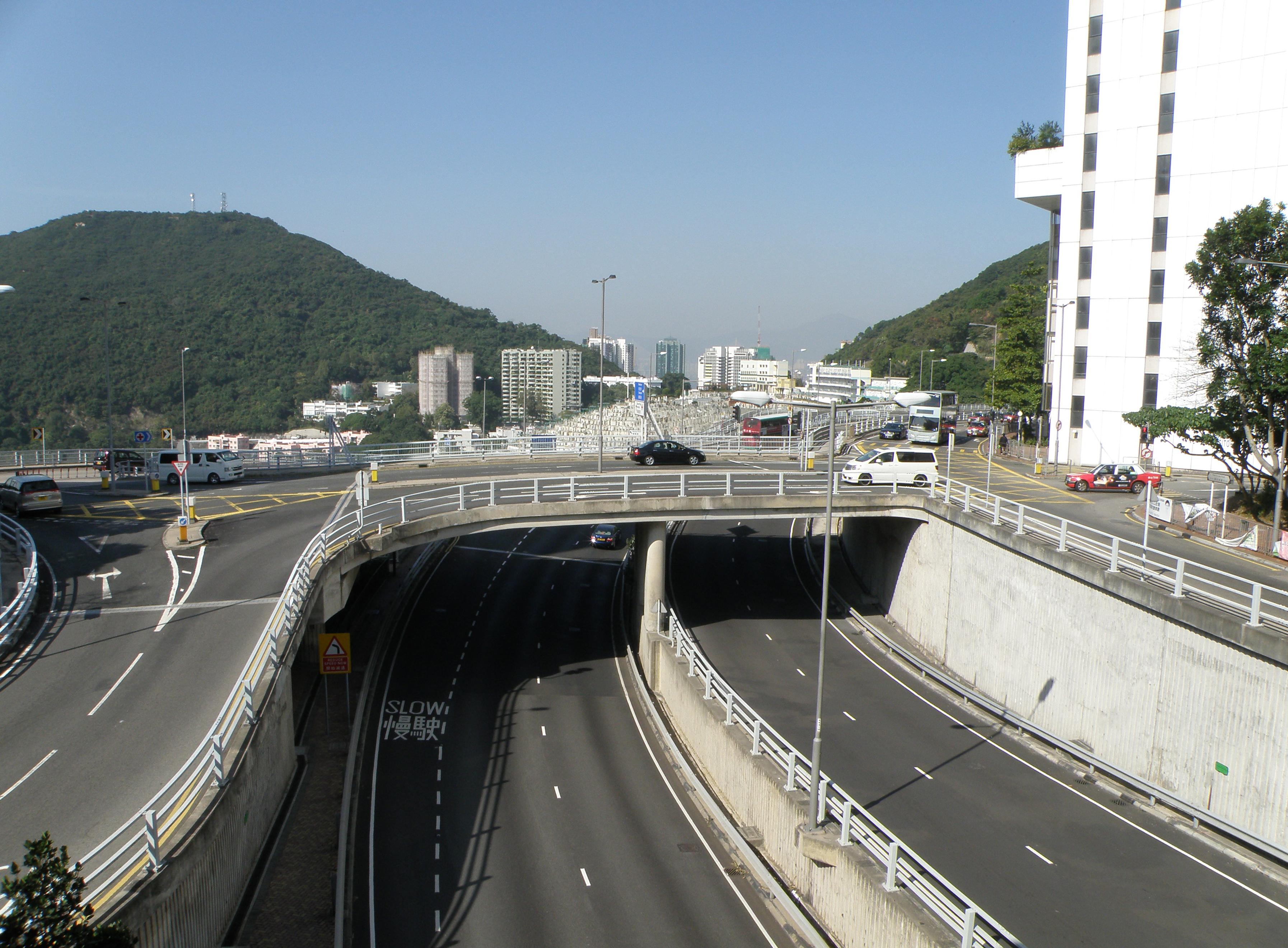
瑪麗醫院站預定位置
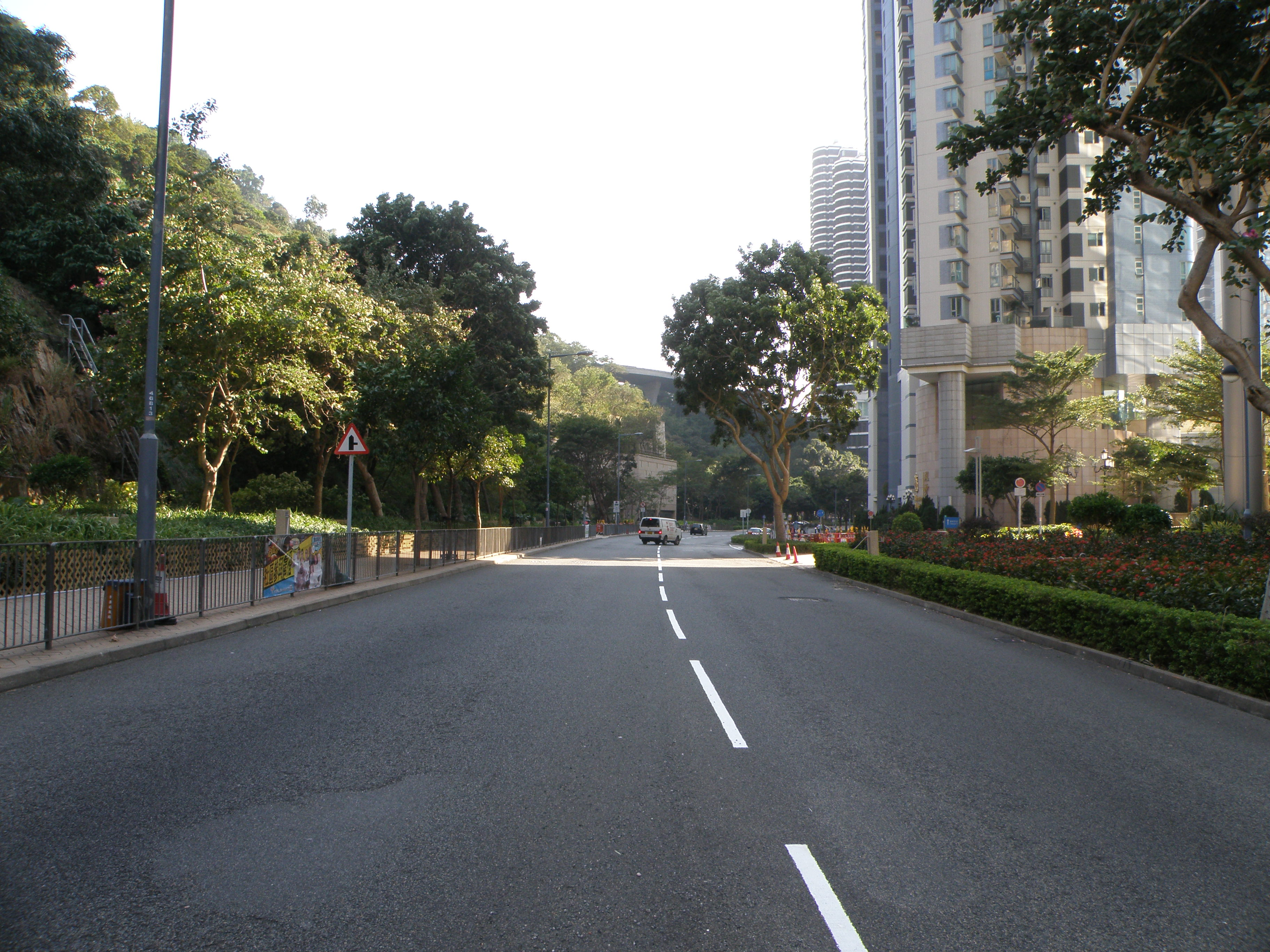
數碼港站預定位置
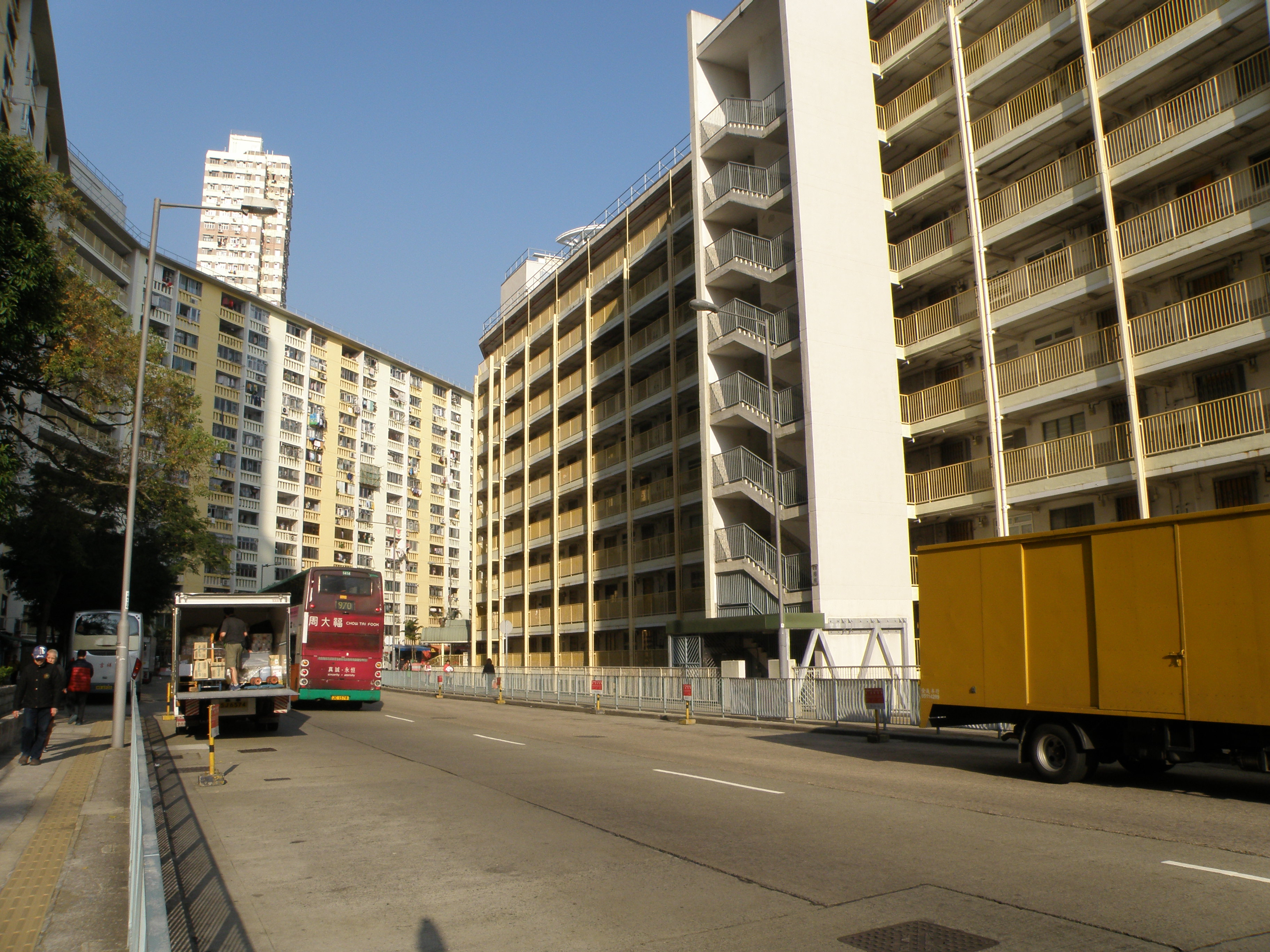
華富站預定位置
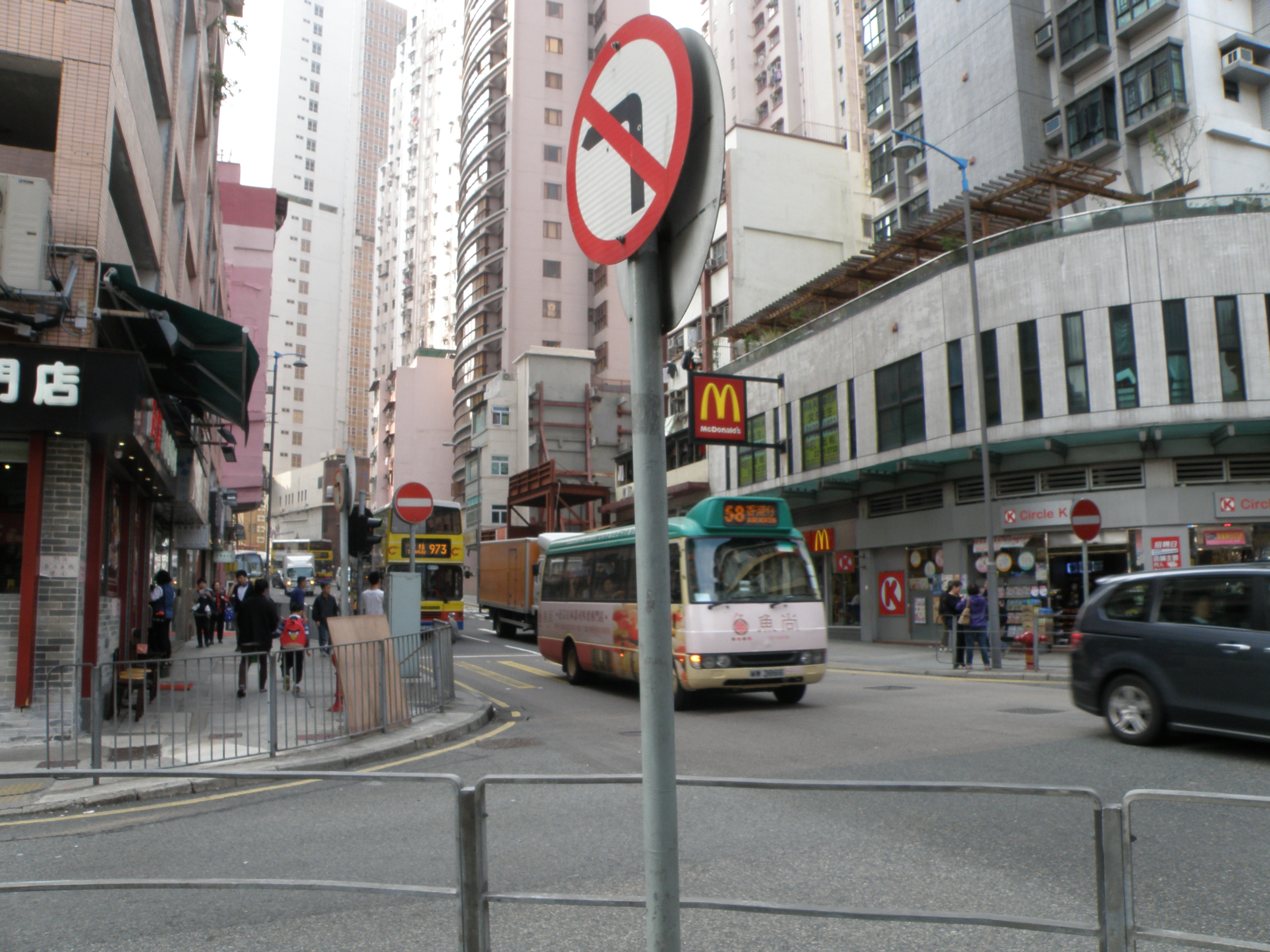
田灣站預定位置
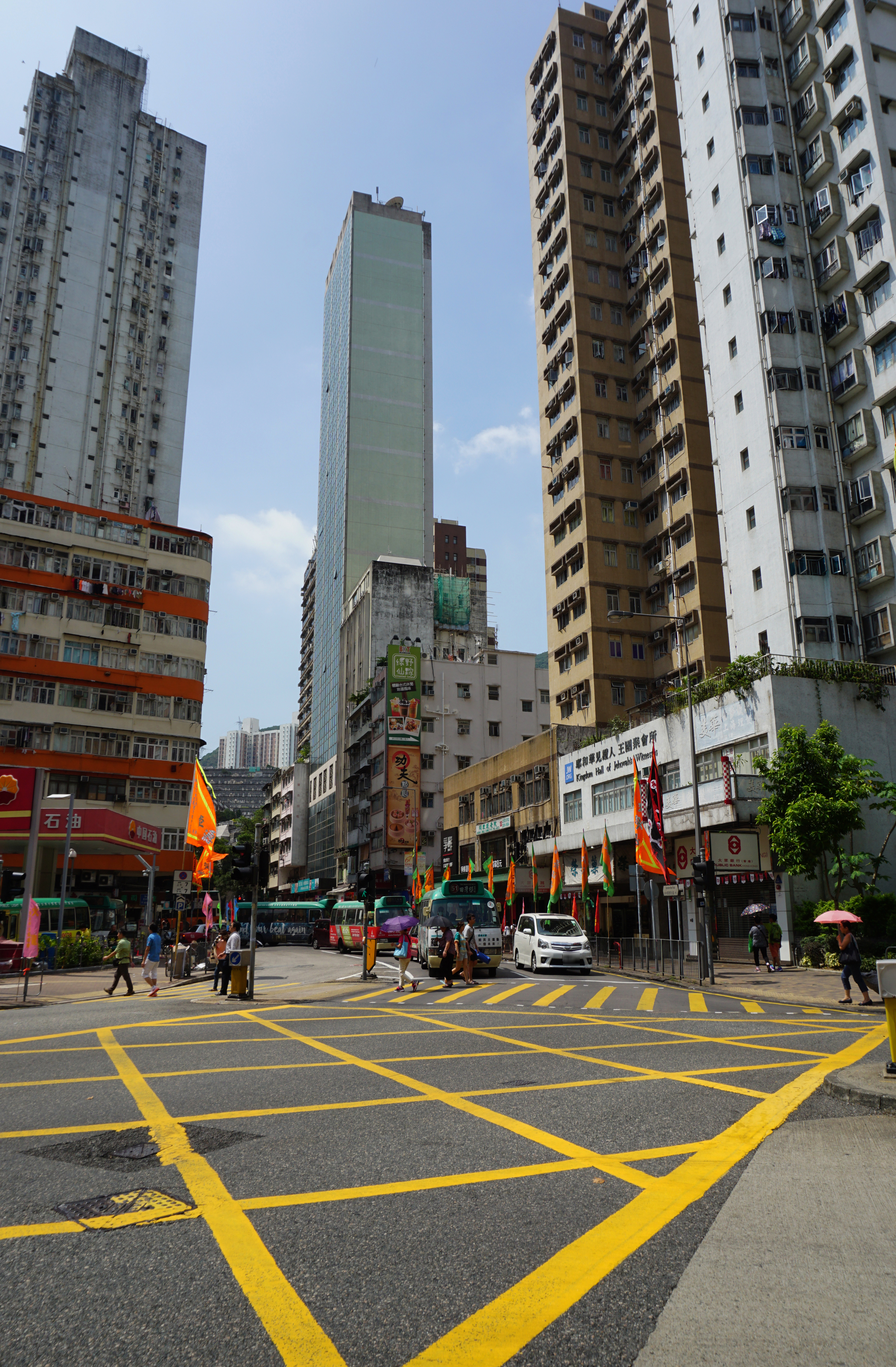
香港仔站預定位置

### 轉車站
南港島綫（西段）總共有2個轉車站。
- 香港大學站：乘客可於香港大學站轉乘港島綫及南港島綫（西段），但車站將不會為乘客提供跨月台轉車安排。其中香港大學站的港島綫月台採用島式月台設計，而南港島綫（西段）月台則設於其下層[20]。
- 黃竹坑站：乘客可於黃竹坑站轉乘南港島綫（東段）及南港島綫（西段），但車站將不會為乘客提供跨月台轉車安排。南港島綫（東段）月台採用島式月台設計，為高架車站，而南港島綫（西段）月台則設於其下層，為地底車站。

## 車站及接駁路綫
| 站名             | 站名             | 轉乘路綫         | 所在行政區域     | 通車日期         |
| 南港島綫（西段） | 南港島綫（西段） | 南港島綫（西段） | 南港島綫（西段） | 南港島綫（西段） |
| ---------------- | ---------------- | ---------------- | ---------------- | ---------------- |
|                  | 香港大學         | 港島綫           | 中西區           | 規劃中           |
| 瑪麗醫院         | 瑪麗醫院         | -                | 南區             | 規劃中           |
| 數碼港           |                  | -                | 南區             | 規劃中           |
| 華富             |                  | -                | 南區             | 規劃中           |
| 田灣             |                  | -                | 南區             | 規劃中           |
| 香港仔           |                  | -                | 南區             | 規劃中           |
|                  | 黃竹坑           | 南港島綫         | 南區             | 規劃中           |
| 论 编            |                  |                  |                  |                  |

## 外部連結
- 香港鐵路大典上的相关条目：南港島綫（西段）